# Kryzys opcji walutowych w Polsce
Kryzys opcji walutowych w Polsce – trudności finansowe przedsiębiorstw w Polsce podczas kryzysu finansowego w latach 2008–2010 w wyniku umów na opcje walutowe zawartych bez wystarczającego pokrycia we wpływach dewizowych.

## Charakterystyka opcji walutowych

### Definicja
Opcje walutowe to instrument finansowy o niesymetrycznej konstrukcji, która jednej ze stron kontraktu nadaje prawa do sprzedaży lub zakupu waluty obcej, a drugiej obowiązek jej kupna lub sprzedaży. W zamian za niesymetryczność praw i obowiązków, strona bardziej uprzywilejowana płaci na rzecz drugiej strony premię, która staje się ceną opcji. Premia ta jest również maksymalnym zyskiem, który będzie mógł osiągnąć wystawca. Wysokość premii uzależniona jest od prognoz na rynku i prawdopodobnego zysku lub straty, jaką może ponieść wystawca w przypadku realizacji opcji.
Jednym z największych atutów tego instrumentu, który również w Polsce skusił wielu przedsiębiorców do zainteresowania się tym instrumentem, jest minimalizacja ryzyka kursowego. Jednakże opcje walutowe są również instrumentem spekulacyjnym, który może przynieść zarówno zyski, jak i straty.
Na rynku występują dwa podstawowe rodzaje opcji, a mianowicie opcje kupna (call) i sprzedaży (put).
Opcja call uprzywilejowuje nabywcę opcji, któremu nadaje prawa do kupna waluty obcej po z góry określonej cenie (kursie realizacji/cenie wykonania) i w określonym czasie (dniu realizacji). Jeśli w dniu realizacji kurs rynkowy okaże się korzystniejszy dla nabywcy, może on odstąpić od realizacji kontraktu i kupić walutę na rynku kasowym. W tej sytuacji poniesie maksymalną stratę w wysokości premii. Jeśli jednak nabywca opcji zdecyduje się na jej realizację, wystawca musi sprzedać walutę obcą po kursie realizacji.
Opcja put uprzywilejowuje nabywcę opcji, który w dniu realizacji opcji ma prawo do sprzedaży waluty obcej po kursie realizacji, a obowiązek jej kupna ma wystawca tejże opcji. Podobnie jak w opcjach call, jeśli kurs rynkowy okaże się korzystniejszy dla nabywcy może on odstąpić od realizacji opcji i wymienić walutę na rynku kasowym. Wtedy ponosi maksymalną stratę w wyniku premii płaconej na rzecz wystawcy.

### Korzyści vs. ryzyko
Korzyści:
- możliwość zabezpieczenia przed ryzykiem zmiany kursu walutowego,
- ograniczenie kosztów transakcji do wysokości płaconej premii opcyjnej,
- brak kosztów (premii) w przypadku niezrealizowanej opcji warunkowej,
- zachowanie możliwości zakupu lub sprzedaży waluty po kursie rynkowym, o ile w dniu realizacji opcji będzie on korzystniejszy dla klienta,
- możliwość odsprzedania lub odkupienia opcji.

Ryzyko:
- umiarkowane ryzyko niedopasowania przepływów klienta do zobowiązań
- umiarkowane ryzyko wynikające z możliwości zmiany kursu rynkowego
- w przypadku zabezpieczenia otwartej pozycji ryzyko kursowe znacznie się ogranicza maksymalna strata dla nabywcy to wysokość premii oraz nieograniczony zysk
- wystawca opcji może ponieść nieograniczone straty oraz ograniczony zysk
- występuje zjawisko dźwigni finansowej

### Miary opcji
Miarą charakteryzującą opcje walutowe jest miara wewnętrzna, która jest różnicą między kursem realizacji a kursem terminowym i występują jej trzy rodzaje.
Opcja jest ATM (at the money), co oznacza, że realizacja opcji byłaby korzystna, ale kurs realizacji nie jest równy kursowi terminowemu. Skrót OTM (out of the money) oznacza, że ewentualna realizacja opcji przyniosłaby straty i jest nieopłacalna. Natomiast skrót ITM (in the money) informuje nas, że realizacja byłaby opłacalna, ale oba kursy, terminowy i realizacji, są sobie równe.

### Premia
Premia opcji, jak wcześniej zostało to wspomniane, to cena opcji, która jest również maksymalnym zyskiem dla wystawcy opcji oraz maksymalną stratą dla nabywcy. Traktowana jest, jako ubezpieczenie na wypadek braku realizacji opcji. Jest zawsze płatna „z góry”.
Wysokość premii uzależniona jest od kilku czynników. Pierwszym są, oczywiście, prognozy dotyczące kursów waluty i prawdopodobnego zysku lub straty, jaką może ponieść wystawca w przypadku realizacji opcji. Drugim jest dzień realizacji transakcji. Im odleglejsza data tym premia jest wyższa, gdyż prognozy długoterminowe obarczone są wysokim ryzykiem. Trzecim jest rodzaj opcji a czwartym kurs terminowy na rynku w momencie zawierania opcji.

### Pozycje przyjmowane na rynku opcji
W zależności od przyjmowanej pozycji na rynku opcji oraz od rodzaju opcji, wystawcy i kupcy mogą ponosić odpowiednio zyski lub straty.

## Polski rynek opcji walutowych przed kryzysem
Opcje walutowe po raz pierwszy pojawiły się w Polsce w 1996 roku na rynku walutowym i były oferowane przez 4 banki:
- ING,
- Polski Bank Rozwoju,
- Polski Bank Inwestycyjny,
- Deutsche Bank.

Wówczas transakcje opcyjne dotyczyły zwłaszcza USD i DEM. Pomimo pewnego sukcesu tych instrumentów ograniczających ryzyko kursowe liczba zawieranych transakcji na rynku nie była duża w porównaniu z latami, kiedy Polska przystąpiła do Unii Europejskiej.
Po przystąpieniu Polski do Unii Europejskiej w 2004 roku zostały zniesione bariery w przepływie kapitałów, usług i towarów. Nastąpiło zwiększenie atrakcyjności inwestycyjnej kraju oraz wzrost wiarygodności finansowej, co przełożyło się na intensywny napływ inwestycji zagranicznych. Od tej pory prowadzenie działalności gospodarczej coraz częściej wiązało się z zawieraniem transakcji w innej walucie niż krajowa, a tym samym zwiększały się ryzyka, przed którymi zostały postawione przedsiębiorstwa. Szczególnym ryzykiem, spowodowanym wzrostem obrotów handlowych z zagranicą, było ryzyko walutowe.
Istnieją różne możliwości zabezpieczania się przedsiębiorstw przed ryzykiem walutowym. Z przeprowadzonych badań wynika, że ponad 50% polskich przedsiębiorstw korzystała z takich zabezpieczeń w okresie przedkryzysowym, najczęściej wybierając zabezpieczenia na instrumentach pochodnych.
Częstą formą zabezpieczania się przed zmianą kursu waluty do roku 2007 były opcje walutowe (polskie przedsiębiorstwa najczęściej wybierały forward, opcje były drugim, co do popularności instrumentem).
Średnie miesięczne obroty tym instrumentem na rynku klientowskim wzrosły w latach 2003–2006 z 4,8 mld zł do ponad 9 mld zł, przy czym w tym okresie widoczny był spadek obrotów w pierwszej połowie 2004 roku i powolny wzrost w okresie późniejszym.
Do popularności tych instrumentów finansowych przyczyniła się aktywność banków w oferowaniu transakcji opcyjnych oraz trwała aprecjacja złotego względem euro: od 1 maja 2004 roku, kiedy to euro kosztowało prawie 5 zł do lata 2008 roku, a dokładniej 31 lipca, kiedy cena za euro osiągnęła punkt kulminacyjny i wynosiła 3,2026 (według kursu średniego NBP). Od stycznia do połowy września 2008 r. złoty umocnił się względem euro o 6,6%.
Powody umacniania się złotego:
- pośrednie i bezpośrednie inwestycje zagraniczne,
- środki z Unii Europejskiej,
- wysokie stopy procentowe,
- znacznie szybsze tempo rozwoju gospodarczego niż w Europie Zachodniej.

## Opcje walutowe a kryzys finansowy w Polsce w 2009 r.
Jedną z przyczyn kryzysu finansowego w Polsce były opcje walutowe a raczej ich nadużywanie.
Kryzys w Polsce rozwijał się powoli: 3 stycznia 2007 roku zbankrutowała spółka Ownit Mortgage Solutions Inc., która oferowała swoim klientom (często niewypłacalnym) między innymi kredyty hipoteczne wysokiego ryzyka. W ciągu paru miesięcy upadło 25 podobnych przedsiębiorstw, głównie z powodu nagłego potanienia mieszkań, podobnie jak bańki spekulacyjne na całym świecie, gdyż tendencje gospodarki amerykańskiej szybko wpłynęły też na Polskę.
W 2004 roku kapitalizacja warszawskiej giełdy wynosiła prawie 300 mld zł, a indeks giełdowy WIG osiągnął na koniec roku poziom 26 636,19 pkt. Trzy lata później kapitalizacja była już ponad trzy razy większa, a to za sprawą wzrostu spółek w obrocie oraz ogromnej liczby debiutantów. Nie bez znaczenia był też fakt wejścia Polski do Unii Europejskiej oraz dobra sytuacja na giełdach na całym świecie. Wartości spółek giełdowych notowanych na GPW SA szły w parze z rosnącym Warszawskim Indeksem Giełdowym; polska GPW plasowała się na trzecim miejscu w rankingu giełd europejskich zaraz po London Stock Exchange i Euronext.
Na początku 2008 roku światowy kryzys zaczął się rozprzestrzeniać też w polskiej gospodarce: wartość polskich spółek spadła o prawie 60%, a wskaźnik WIG o ponad 50%. W roku 2009 nastąpiła jednak znaczna poprawa: kapitalizacja giełdy wzrosła o ponad połowę, zwiększyła się liczba spółek notowanych na giełdzie i pojawiało się coraz więcej debiutantów; na przykład akcje PZU i Taurona oferowane przez Skarb Państwa, o łącznej wartości ponad 12 mld zł, w porównaniu z wartością największej oferty w 2008 roku sięgającej jedynie 2 mld zł.

### Kursy walut przed kryzysem
Do połowy 2008 roku wartość PLN stale się zwiększała, a według analityków sytuacja na rynku nie miała się zmienić. Te optymistyczne prognozy uśpiły czujność przedsiębiorców, którzy inwestowali przez to w wiele instrumentów finansowych wysokiego ryzyka.

## Polski rynek po kryzysie
Deprecjacja złotego pogorszyła sytuację podmiotów gospodarczych, które zainwestowały w toksyczne opcje.
Z przeprowadzonych przez GUS badań wynika, że w większości przedsiębiorstwa podejmowały racjonalne działania, natomiast nie były w stanie przewidzieć skutków wydarzeń. Poza tym wskazywały na fakt, że nie byli dobrze poinformowani o zasadach kwalifikowania ich do grupy inwestorów profesjonalnych i o przysługujących im uprawnieniach. Byli także (choć rzadko) przestrzegani przed konsekwencjami zawarcia umowy opcyjnej, o dodatkowych obowiązkach w stosunku do kosztów nabycia kontraktu. Stosunkowo rzadko otrzymywali opis wymogów odnośnie do utrzymania i uzupełnienia zabezpieczenia lub wypełnienia innych zobowiązań, w przypadku inwestowania w opcje. Tylko w nielicznych przypadkach zapoznano ich z opisem ryzyka związanego z tymi umowami, wyjaśniono mechanizm dźwigni finansowej i jego wpływ na ryzyko utraty inwestycji. Na ogół pracownicy reprezentujący bank nie przedstawiali przedsiębiorstwom scenariuszy zmian wartości opcji w zależności od zmian kursu walutowego, nie informowali o ryzyku związanym ze zmiennością kursów walutowych.
Ponadto banki nie zapewniały klientom bieżącej informacji o wycenie opcji, co mogło opóźnić ich reakcję w sytuacji gwałtownych zmian na rynku walutowym (część banków deklarowała jednak dostarczanie takich informacji na życzenie klienta). Przedsiębiorstwa wskazywały także na fakt, iż charakter zawieranych transakcji (w szczególności zawieranych telefonicznie) był dla nich niezrozumiały, a podejmowane decyzje wynikały z zaufania do banków budowanego na gruncie długoletniej współpracy pomiędzy nimi. Poza tym do częstych skarg wpływających do UKNF należy zaliczyć: niedopełnienie obowiązków informacyjnych przed zawarciem transakcji lub w trakcie jej trwania oraz wprowadzenie w błąd, m.in. poprzez oferowanie nieodpowiedniego rodzaju produktu albo nieodpowiedniej kwoty transakcji w stosunku do charakteru lub skali działalności klienta, czy też poprzez prezentowanie prognoz dotyczących kształtowania się kursu walutowego na poziomie odbiegającym od rzeczywistych zmian tych parametrów. W związku z tym można stwierdzić, że instytucje finansowe będące stroną umowy opcyjnej nie przestrzegały norm MiFID13, nie zawsze i nie w każdym przypadku dopełniały obowiązków wobec klienta.
Z tego też powodu doszło do pozywania banków. Przykładowo, pozew generalny został złożony przez Stowarzyszenie na Rzecz Obrony Polskich Przedsiębiorstw do Prokuratury Krajowej, w którym zawiadomiono o popełnieniu oszustwa, polegającego na tym, że banki Bank Millennium SA, Raiffeisen Bank Polska SA, BRE Bank SA, Fortis Bank Polska SA, Kredyt Bank SA oraz ING Bank Śląski SA, wprowadzały w błąd swoich klientów w celu osiągnięcia korzyści majątkowych poprzez zaniechanie działania w postaci braku pełnej informacji o oferowanych przez siebie instrumentach pochodnych.
Przedstawiciele banków uważają jednak, że to wina samych przedsiębiorców, którzy – w pogoni za zyskiem – korzystali z instrumentów finansowych zbyt zależnych od pozycji złotówki w międzynarodowym koszyku walut i nie brali pod uwagę możliwości gwałtownego osłabienia złotówki i swoich ewentualnych strat.
Gdy złoty się osłabił, banki skorzystały z możliwości kupna waluty w ramach opcji, co w wielu przypadkach postawiło przedsiębiorstwa w trudnej sytuacji. Wszystko dlatego, że część umów z bankami nie służyła zabezpieczeniu kursowemu, a miała charakter czysto spekulacyjny. Wiadomo było, że jedna ze stron zyska, a inna straci.
Chociaż banki nie powinny proponować skomplikowanych instrumentów klientom, co do których nie ma pewności, że je rozumieją i potrafią się nimi świadomie posługiwać, to z drugiej strony, przedsiębiorstwa powinny wiedzę na temat tych instrumentów pogłębiać oraz zadbać o podniesienie własnych kompetencji w zarządzaniu ryzykiem i wystrzegać się spekulacji, a nie kierować się tylko i wyłącznie chęcią zysku i zaufaniem do banku.
Wiele przedsiębiorstw poniosło duże straty z powodu zawierania opcji walutowych z bankami. Dla niektórych z nich wiązało się to z zakończeniem działalności. Jednak nie zawsze tak było. Starachowicka spółka „Odlewnie Polskie” jest przykładem spółki, której, mimo strat poniesionych z powodu opcji, udało się wyjść z trudnej sytuacji.
Kłopoty starachowickiej spółki rozpoczęły się pod koniec 2008 roku. Wówczas banki (Bank Handlowy w Warszawie, Fortis Bank Polska, BGŻ, ING BSK oraz Millennium), z którymi spółka zawarła transakcje na opcje walutowe, zażądały przedterminowego rozliczenia transakcji po bardzo niekorzystnym kursie złotego. W wyniku tego zdarzenia, spółka wykazała ogromną stratę netto za 2008 rok w wysokości 104 mln złotych (przy obrotach 141 mln zł). Doprowadziło to do sytuacji, w której zarząd Odlewni Polskich, nie mogąc uregulować zobowiązań, złożył do sądu wniosek o wszczęcie postępowania upadłościowego. W lutym sąd ogłosił upadłość spółki z możliwością zawarcia układu. Batalia z bankami co do formy spłaty długu trwała ponad rok.
W kwietniu 2010 roku Odlewnie Polskie zawarły porozumienie z wierzycielami dotyczące warunków restrukturyzacji zadłużenia i przyjęła propozycję układową. Na mocy porozumienia 25% zadłużenia miało zostać spłacone w wyznaczonym terminie, 51% wierzytelności miało zostać umorzone, a pozostałe 24% długu przekonwertowane na udziały. Nowe akcje przypadły bankom proporcjonalnie do wysokości posiadanych i podlegających konwersji wierzytelności, po cenie emisyjnej 3 złote za akcję. Bank Handlowy objął 3,5 mln akcji serii G, stanowiących 16,9% podwyższonego kapitału. Fortis Bank objął 1,95 mln akcji, stanowiących 9,5% kapitału. BGŻ objął zaś 1,3 mln akcji, stanowiących 6,3% kapitału. Walory objęły też Millennium i ING, ale w liczbie nie przekraczającej 5% progu w akcjonariacie. 18 maja 2010 roku sąd wydał postanowienie o zatwierdzeniu układu.
W przypadku Odlewni Polskich czynnikiem zwiększającym szanse na osiągnięcie kompromisu między stronami było to, że spółka była rentowna. Mimo dekoniunktury, władze spółki oraz wierzyciele wiedzieli, że przy następnej fazie cyklu koniunkturalnego będą w stanie wypracować zysk.
Od czasu wpadki z opcjami walutowymi Odlewnie postanowiły nie zabezpieczać się przed wahaniami kursowymi żadnymi instrumentami finansowymi. Stosowali hedging naturalny, m.in. kupując surowiec za euro.
Przedsiębiorstwa, w tym Odlewne Polskie, nie są tylko i wyłącznie ofiarami kryzysu. Starachowicka spółka, podobnie jak inne przedsiębiorstwa, zostały ukarane przez KNF za brak informacji o wystawieniu na rzecz banków opcji walutowych o wartości przekraczającej spodziewane dochody w walutach, a co za tym idzie niosących ryzyko nieograniczonej straty.
Wśród ukaranych spółek znalazły się: Zakłady Azotowe Puławy S.A. (kwota 150 000 zł), Sfinks Polska S.A. (70 000 zł), Alchemia SA (300 000 zł), Paged SA (70 000 zł), Odlewnie Polskie SA (70 000 zł) oraz Erbud SA (150 000 zł).

## Zmiany pokryzysowe
Nowe przepisy zawarte w dyrektywie MiFID (Dyrektywa 2004/39/WE) mają zapewnić klientom instytucji finansowych lepszą ochronę przed nabywaniem niewłaściwych produktów. Zgodnie z tymi przepisami banki nie powinny proponować skomplikowanych instrumentów klientom, co do których nie ma pewności, że je rozumieją i potrafią się nimi świadomie posługiwać. Z kolei przedsiębiorstwa powinny zadbać o podniesienie własnych kompetencji w zarządzaniu ryzykiem i wystrzegać się spekulacji.

### Orzeczenia sądów
Banki powinny rzetelnie informować klientów o korzyściach i ryzyku wynikających z kupowania opcji walutowych – orzekł Sąd Najwyższy w przełomowym wyroku, którego uzasadnienie zostało właśnie opublikowane.
Sąd Najwyższy orzekł bowiem, że kiedy przedsiębiorca przez kilka lat był klientem instytucji finansowej, która prowadziła mu rachunki i udzielała kredytów, powinien mieć prawo do rzetelnych ostrzeżeń nie tylko o ewentualnych korzyściach płynących z zawieranych transakcji, lecz także o skali ryzyka, jakie mogą nieść oferowane przez bank transakcje, dotyczące np. skomplikowanych opcji walutowych. Zdaniem sędziów Sądu Najwyższego ostrzeżenia były czymś potrzebnym i naturalnym, mimo że w umowach zawieranych przez klienta z bankiem nie zapisano funkcji doradztwa inwestycyjnego.
Zbigniew Przybysz, kierujący stowarzyszeniem poszkodowanych przez transakcje opcyjne, przypomina, że przedsiębiorcy mieli wówczas najczęściej wrażenie, że jeśli pozwą swój bank w sprawie instrumentów finansowych, które kupili, zabezpieczając się przed spadkiem kursu euro, to narażą się na natychmiastowe wypowiedzenie umów kredytowych. To zaś wiązałoby się z koniecznością szybkiej spłaty zadłużenia przedsiębiorstwa.
Sądy starały się nie dostrzegać sprzeczności między zabezpieczeniem a kreowaniem ryzyka. Przyjmowały, że transakcja zabezpieczająca stała się ryzykowna po zmianie trendów walutowych. Tymczasem umowa zakładająca rozliczenie w przyszłości wywołuje od początku ryzyko. I o ile w przypadku sędziów takie widzenie sprawy można złożyć na karb braku przygotowania ekonomicznego, o tyle w przypadku biegłych sądowych tego rodzaju podejście świadczy o złej woli.
Banki dawały klientom do podpisania dokumenty stwierdzające, że nie będą traktowani jak doradcy. Banki utrzymywały przed sądami, że ich usługi opierały się na klauzulach umownych. Wynikało z nich, że bank nie działał jako doradca. Takie klauzule są sprzeczne z dokumentami przedstawionymi w procesie. Pokazuje on często, że propozycje zawarcia umów opcyjnych przedstawiali właśnie doradcy bankowi.
Nikt nie chce się do tego przyznać, bo w ostateczności można w niektórych sprawach dowodzić nawet oszustwa.
Ogólnie problem opcji walutowych dotyczył 35 spółek, w których udział Skarbu Państwa wynosił powyżej 50%. W związku z tym, że realizowane były kontrakty eksportowe, zmieniał się kurs dolara do euro.
Sąd zadecydował, że zawartych umów nie trzeba dotrzymywać, jeśli klient został wprowadzony w błąd. Rybnicki oddział Sądu Okręgowego w Gliwicach orzekł 31 maja, że Kredyt Bank ma zwrócić 700 tys. zł, które były częścią strat na strukturze opcyjnej. W sumie o ponad 1,8 mln zł.
Sąd, uzasadniając wyrok, stwierdził, że klient banku zupełnie nie był świadomy istoty i ryzyka produktu, jaki sprzedał mu bank. „Z grona giełdowych spółek niemal co trzecia w 2008 r. była stroną transakcji walutowych, a 100, według danych KNF na koniec 2008 r., zawierało umowy opcyjne. Pod koniec 2008 r. ich wycena oraz zrealizowany wynik, według szacunków Parkietu, sięgnęły nawet 1 mld zł na minusie.”
Straty na transakcjach opcyjnych spowodowały, że kilka giełdowych spółek musiało zdecydować się na postępowanie naprawcze lub upadłościowe. Niektóre transakcje opcyjne miały charakter spekulacyjny (według KNF do 15% ogółu transakcji). Większość z nich zawierano w ramach tzw. korytarzy zerokosztowych. Tym co pogrążało przedsiębiorstwa nie były kupione opcje chroniące przed umocnieniem złotego (to naturalny hedge eksporterów), lecz wystawione przez przedsiębiorstwo opcje narażające spółkę na nieograniczone ryzyko w przypadku osłabienia złotego. Wystawianie tych opcji, które było formą zapłaty premii za kupione opcje zabezpieczające przed umocnieniem złotego, było działaniem czysto spekulacyjnym jeśli wartość nominalna wystawionych opcji przewyższała wpływy dewizowe spółki. Nie ma wątpliwości, że jeśli transakcje opcyjne zachwiały stabilność finansową przedsiębiorstwa i zmusiły zarząd do złożenia wniosku o ogłoszenie upadłości to było to wynikiem opisanych wyżej spekulacji na rynku walutowym, których negatywnych skutków nie były w stanie zrekompensować wyższe wpływy eksportowe. Sedno problemu tkwi w tym, że zawierano transakcje, które wiązały się z braniem na spółkę ryzyka finansowego przekraczającego jej możliwości kapitałowe. Za ten błąd odpowiadają managerowie, a nie za nietrafioną prognozę kursu złotego.

### Przykłady spółek i przedsiębiorstw
Grzegorz Bartosik, były prezes Pol-Mot Warfamy, która na opcjach straciła 2 mln zł, został pierwszym i do tej pory jedynym członkiem zarządu spółki z GPW, którego próbowano pociągnąć do odpowiedzialności karnej. W 2008 r. zarząd złożył w prokuraturze zawiadomienie o podejrzeniu popełnienia przestępstwa przez byłego prezesa. Władze Warfamy twierdziły m.in., że były jej sternik składał zlecenia wystawienia opcji, nie informując o tym rady nadzorczej. Po dwuletnim śledztwie prokuratura nie zdecydowała się na postawienie byłemu prezesowi zarzutów, nie dopatrując się naruszeń prawa. Bartosik, przekonuje, że na doniesienie do prokuratury zasłużył sobie w momencie, gdy po przejściu do konkurencyjnej firmy przejął kilkunastu ważnych dla Warfamy klientów. Dodaje też, że wbrew temu, co twierdzi dziś spółka, nie zawierał transakcji spekulacyjnych, a zabezpieczał ekspozycję walutową związaną z zagranicznymi kontraktami przedsiębiorstwa.
Do sądu z byłym pracodawcą trafił Jacek Rudnicki, były prezes Sanwilu. Zarejestrowana w Lublinie spółka domaga się od byłego prezesa odszkodowania za ponad 12 mln zł strat, które poniosła na opcjach. W pierwszej instancji sąd stanął po stronie Rudnickiego, ale jak powiedział nam Piotr Kwaśniewski, obecny prezes Sanwilu, spółka złożyła już odwołanie. Rudnicki, tłumaczy, że ze względu na trwające sprawy sądowe nie chce odnosić się do stawianych mu zarzutów. Do sprawy opcji nie chce również wracać Bohdan Stankiewicz, były prezes Foty. Stankiewiczowi zarzucano tolerowanie działań odpowiedzialnej za finanse spółki byłej wiceprezes Małgorzaty Siwek, która, jak twierdzą obecne władze spółki, miała za wiedzą eks-prezesa zawierać umowy opcyjne bez upoważnienia nadzoru Foty.

## Rynek opcji walutowych na świecie

### Kryzys na świecie i Stanach Zjednoczonych
Okazuje się, że za jedną z głównych przyczyn kryzysu finansowego uznano transakcje pochodne, które zawierane były na rynku OTC na największym pozagiełdowym regulowanym rynku akcji na świecie NASDAQ (National Association of Securities Dealers Automated Quotations) w Stanach Zjednoczonych. Transakcje te nie podlegały większej kontroli, a zainteresowanym bardzo zależało, aby były one w jak największym stopniu niewidoczne dla nadzoru. Wartość zawieranych transakcji na rynku instrumentów pochodnych wielokrotnie przekraczała wartość pierwotnej transakcji.
Po przejściu najbardziej dotkliwej fali kryzysu, zarówno za Oceanem, jak i w Europie podjęto próby wprowadzenia nadzoru nad nieprzewidywalnym dotychczas rynkiem OTC. Działania regulacyjne rynku OTC mają na celu nie dopuścić do tego, aby powtórzyła się historia z 2008 r. W Stanach Zjednoczonych regulatorzy już w 2009 r. wprowadzili obowiązek rozliczania tego typu transakcji przez izby rozliczeniowe. Podobne zamierzenia miała Komisja Europejska, która w połowie września 2010 r. przedstawiła propozycje rozporządzenia w sprawie rynku instrumentów pochodnych, które regulują kwestie obowiązku rozliczania i raportowania transakcji na instrumentach pochodnych zawieranych pomiędzy bankami.

### Próby regulacji rynku OTC w Unii Europejskiej
Dotychczas spółki wykorzystywały OTC w celu ograniczenia ryzyka, m.in.:
- zmian kursów walutowych,
- wahań cen surowców,
- wahań cen paliw,
- zmian stóp procentowych
- i innych czynników, które mogą mieć wpływ na wyniki finansowe.

Z kolei instytucje finansowe szukały możliwości dodatkowego zarobku na tym rynku, zawierając przede wszystkim spekulacyjne pozycje na instrumentach pochodnych. Kiedy prawda wyszła na jaw, we wrześniu 2010 r. Komisja Europejska zdecydowała się wprowadzić obowiązek zawierania transakcji instrumentami pochodnymi tylko na rynku regulowanym, a dodatkową korzyścią dla przedsiębiorstw stał się zapis o wyłączeniu spod ograniczeń instytucji niefinansowych. Przedsiębiorstwa zakwalifikowane do grupy niefinansowych posiadają zatem obecnie przewagę. Mogą nadal korzystać z instrumentów pochodnych na rynku OTC, jednak zagrożeniem jest pokusa działania przy nadmiernym ryzyku inwestycyjnym, które nie podlega regulacji.
Nadzieję budzi nauka wynikająca z kryzysu, a mianowicie, że przedsiębiorstwa powinny zająć się przede wszystkim podstawową działalnością, a działania zabezpieczające (w niektórych przypadkach nawet spekulacyjne) na rynkach finansowych, stosować z należytą oceną ryzyka inwestycyjnego.

### Sytuacja po 2008 roku w Stanach Zjednoczonych
Paul Volcker, który w latach 1979–1987 pełnił przez dwie kadencje funkcję szefa amerykańskiego banku centralnego, zasłynął wśród ekonomistów z klarownych poglądów i twardej postawy wobec komercyjnych banków.
Kiedy na początku 2009 roku Barack Obama zaprosił Paula Volckera do grona swoich doradców ekonomicznych, były szef Fed zaproponował uporządkowanie chaosu panującego wówczas na Wall Street, przedstawiając pakiet regulacji, określany jako Reguła Volckera (Volcker’s Rule). Zaproponował m.in., by całkowicie zabronić bankom inwestowania własnych środków w fundusze hedgingowe i private equity (co obecnie jest na Wall Street na porządku dziennym) oraz ograniczyć możliwości aktywnego tradingu (krótkoterminowej spekulacji, dokonywanej głównie przez automaty oparte na algorytmach wykorzystujących nieefektywność rynków), ponieważ nie leży to w interesie klientów powierzających bankom pieniądze w formie depozytów. W toku prac nad reformą systemu finansowego, Reguła Volckera była stopniowo modyfikowana i jej ostateczna forma, według samego pomysłodawcy, nie jest idealna. Oto najważniejsze postanowienia Reguły Volckera:
- banki mogą inwestować w fundusze hedgingowe i private equity maksymalnie do 3 proc. kapitałów własnych (mierzonych wskaźnikiem Tier1, który zawiera takie pozycje jak: zatrzymane zyski, otwarte rezerwy, fundusze ogólnego ryzyka bankowego oraz generalnie wszystkie wyemitowane akcje zwykłe);
- bank nie może kontrolować więcej niż 3 proc. jednostek udziałowych danego funduszu;
- banki nie mogą być powiązane kapitałowo z funduszami, w które lokują środki, ani poręczać ich zobowiązań;
- zakaz zawierania transakcji stwarzających „istotny konflikt interesu” pomiędzy bankiem a jego klientami;
- zakaz zawierania transakcji skutkujących bezpośrednim lub pośrednim „istotnym wzrostem ekspozycji na ryzykowne aktywa lub ryzykowne strategie inwestycyjne”;
- zakaz zawierania transakcji zagrażających bezpieczeństwu banku i finansowej stabilności Stanów Zjednoczonych.

Postanowienia o konflikcie interesu i ryzykownych aktywach pozostawiają szerokie pole do interpretacji, więc trudno oszacować ich rzeczywiste przełożenie na działania banków w krótkim okresie. Ponadto okres przejściowy dla banków na dostosowanie struktury portfela inwestycyjnego do nowych zasad jest bardzo długi (od dwóch do siedmiu lat). Obecnie banki Wells Fargo i Bank of America przekraczają przyszłe limity ponad dwukrotnie.
Bezpośrednimi kosztami nowych regulacji w największym stopniu obciążono duże banki, przedsiębiorstwa ubezpieczeniowe (posiadające powyżej 50 mld USD aktywów) i fundusze hedgingowe (powyżej 10 mld USD aktywów). Między nimi zostaną rozdzielone opłaty o łącznej wartości 19 mld USD, z których finansowane będzie wdrażanie reform i praca nowych jednostek administracyjnych. W trakcie trwania prac legislacyjnych nad ustawą bardzo wyraźnie uwidoczniona została działalność bankowych lobbystów i różnych grup interesów. Stosunkowo niewiele uwagi poświęcono rządowym agencjom udzielającym kredytów (Freddie Mac i Fannie Mae), które nie pozbierały się jeszcze po pęknięciu bańki na rynku nieruchomości i kilka tygodni temu ponownie wyciągnęły rękę po miliardy od podatników. Najskuteczniejsi jednak okazali się lobbyści reprezentujący dilerów samochodowych, którzy unikną nadzoru nowej jednostki dbającej o interesy konsumentów. Wartość rynku kredytów samochodowych w USA jest porównywalna z rynkiem kart kredytowych, ale politycy dali się przekonać, że objęcie go surowszymi regulacjami uderzyłyby w drobnych przedsiębiorców i przeciętnych obywateli. Dilerzy samochodowi odcięli się od banków z Wall Street, chociaż w praktyce to właśnie te instytucje finansują 70 proc. wszystkich kredytów samochodowych, a dilerzy występują w roli pośredników pobierających od klientów dodatkowe prowizje.